# Volo Lufthansa 615
Il dirottamento del volo Lufthansa 615 fu un atto di terrorismo commesso da un gruppo palestinese avvenuto il 29 ottobre 1972 e finalizzato alla liberazione dei tre autori sopravvissuti del massacro di Monaco da una prigione della Germania Ovest.
Quando il Boeing della Lufthansa venne sequestrato dai simpatizzanti dell'organizzazione Settembre Nero durante la tratta Beirut - Ankara di un volo multi-scalo da Damasco a Francoforte, le autorità della Germania Ovest acconsentirono alla richiesta di rilascio dei prigionieri. Furono consegnati all'aeroporto di Zagabria e l'aereo dirottato portato a Tripoli, vennero rilasciati tutti gli ostaggi. Agli aggressori di Monaco liberati fu concesso asilo dal leader libico Muammar Gheddafi.
Per le sue azioni, il governo della Germania Ovest fu criticato da Israele e dagli altri Paesi. In alcuni casi vennero formulate accuse che il dirottamento fosse stato inscenato o almeno tollerato con le teorie di un accordo segreto tra il governo tedesco e Settembre Nero - il rilascio dei terroristi sopravvissuti in cambio di assicurazioni che non ci sarebbero stati ulteriori attacchi alla Germania.

## Contesto: la crisi degli ostaggi alle Olimpiadi di Monaco e le conseguenze
Il 5 settembre 1972, durante le Olimpiadi estive di Monaco, otto membri del gruppo terroristico palestinese Settembre Nero presero in ostaggio nove membri della squadra olimpica israeliana dopo averne ucciso altri due atleti. Durante una sparatoria a seguito di un fallito tentativo di salvataggio della polizia alla base aerea di Fürstenfeldbruck, tutti gli ostaggi furono uccisi. Morirono anche cinque degli otto palestinesi. I tre responsabili sopravvissuti erano Adnan Al-Gashey, Jamal Al-Gashey e Mohammed Safady, che furono arrestati e tenuti in custodia cautelare.
All'indomani del massacro di Monaco, le autorità della Germania Ovest erano preoccupate di essere coinvolte nel conflitto arabo-israeliano. Come disse il ministro degli Esteri Walter Scheel nell'ottobre 1972, bisognava "difendersi dalle azioni di entrambe le parti del conflitto". In Israele, la conseguente politica di pacificazione tedesca portò a confronti con l'Accordo di Monaco del 1938.
Infatti, da quando Willy Brandt era diventato cancelliere nel 1969, c'era stato un cambiamento nell'atteggiamento della Germania Ovest nei confronti del conflitto. I primi governi conservatori erano stati considerati decisamente pro-Israele (specialmente durante la metà degli anni '60 con la Guerra dei Sei Giorni), il che aveva portato un certo numero di stati arabi a interrompere le relazioni diplomatiche con i tedeschi. Con l'Egitto e la Tunisia erano stati ripristinati solo poco prima delle Olimpiadi del 1972.
Le autorità della Germania Ovest erano consapevoli dell'alto profilo dei prigionieri e del fatto che il gruppo avesse numerosi simpatizzanti, tanto che si temevano atti terroristici volti alla loro liberazione. Gli aerei della (allora) compagnia aerea nazionale Lufthansa o della sua controparte israeliana El Al erano stati identificati come probabili bersagli. Il 9 settembre arrivò una lettera anonima in cui si affermava che un dirottamento del genere era imminente, il che spinse il Ministero federale degli interni (allora guidato da Hans-Dietrich Genscher) a considerare se ai cittadini degli stati arabi dovesse essere negato l'imbarco sui voli della Lufthansa.
Già durante la crisi degli ostaggi di Monaco era diventato evidente che gli aggressori erano a conoscenza dei possibili tentativi di liberazione in caso di arresto. Alla domanda se avesse paura di essere catturato e rinchiuso in una prigione tedesca, il loro leader Luttif Afif (che morì nella sparatoria di Fürstenfeldbruck) aveva risposto che non c'era nulla da temere, perché "non c'è la pena di morte in Germania, e i nostri fratelli ci libererebbero".

## Il dirottamento
Il 29 ottobre 1972 (una domenica) venne dirottato un Boeing 727-100 della Lufthansa: il volo 615 sulla rotta Damasco - Beirut - Ankara - Monaco - Francoforte. L'aereo (registrato D-ABIG) era partito dall'Aeroporto Internazionale di Damasco la mattina presto, con sette membri dell'equipaggio ma inizialmente privo di passeggeri. Al primo scalo all'aeroporto internazionale di Beirut salirono a bordo 13 persone: nove cittadini di paesi arabi sconosciuti, due americani, un tedesco e un francese; e inoltre un giornalista spagnolo che in seguito rilasciò un resoconto oculare degli eventi.
La partenza da Beirut fu ritardata di circa un'ora. Il decollo doveva avvenire per le 05:45, ma slittò alle 06:01. Meno di 15 minuti dopo, due passeggeri arabi minacciarono di far saltare l'aereo usando esplosivi che erano stati nascosti nella cabina di prima classe (e che probabilmente erano stati contrabbandati lì da Damasco) se i membri di Settembre Nero non fossero stati rilasciati dalle prigioni tedesche.
A seguito di una sosta di carburante all'aeroporto internazionale di Nicosia, i piloti furono costretti a volare verso l'aeroporto di Monaco-Riem, dove inizialmente i dirottatori avevano previsto che dovesse avvenire lo scambio. Quando l'aereo giunse nello spazio aereo austriaco intorno a mezzogiorno e divenne evidente che le loro richieste non potevano essere soddisfatte in tempo cambiarono piano, e l'equipaggio della Lufthansa dovette dirottare invece su Zagabria in quello che era allora la Repubblica Socialista Federale di Jugoslavia, girando intorno all'aeroporto di Zagabria finché i membri di Settembre Nero non furono portati lì. Questo mise i tedeschi sotto pressione, poiché l'aereo terminò il carburante.
Una volta ricevuta la notizia del dirottamento presso la sede della Lufthansa a Colonia, il presidente della Lufthansa Herbert Culmann salì a bordo di una Hawker Siddeley HS.125 aziendale di proprietà dell'allora controllata Condor (registrato come D-CFCF) e volò a Monaco, dove si unì al sindaco Georg Kronawitter e il capo della polizia Manfred Schreiber, così come il ministro degli interni bavarese Bruno Merk al comitato di crisi locale. La risposta del governo della Germania Ovest fu coordinata da un consiglio di crisi a Bonn, che comprendeva il vice cancelliere e ministro degli esteri Walter Scheel e i ministri dell'interno e dei trasporti Hans-Dietrich Genscher e Lauritz Lauritzen.
Ricordando il fallito tentativo di salvataggio durante la crisi degli ostaggi alle Olimpiadi di Monaco e la (allora) mancanza di un'unità di polizia per le operazioni speciali come il successivo GSG 9, le autorità della Germania Ovest decisero di soddisfare le richieste dei dirottatori. Alle 14:00, i tre membri di Settembre Nero erano stati trasportati all'aeroporto di Riem. Philipp Held, il ministro della giustizia bavarese, ordinò la revoca del mandato di cattura e fece rilasciare dei documenti ufficiali di emigrazione. I tre furono portati a bordo dell'aereo che Culmann aveva usato per arrivare a Monaco, dove furono raggiunti da due agenti di polizia in borghese. Lo stesso Culmann decise disinvoltamente di recarsi anche a Zagabria per assistere direttamente ai negoziati.
L'aereo con i prigionieri liberati era partito da Monaco, ma al pilota era stato ordinato di rimanere nello spazio aereo della Germania Ovest fino a nuovo avviso. I negoziatori tedeschi speravano nella concessione che al jet Lufthansa dirottato sarebbe stato permesso di atterrare per la prima volta a Zagabria, il che si rivelò inutile. La situazione si tese quando l'aereo dirottato si avvicinò pericolosamente al punto di esaurire il carburante. In quello che in seguito chiamò uno "stato di emergenza" a causa di una presunta perdita di comunicazioni con Monaco, il presidente Culmann ordinò personalmente al pilota dell'aereo che trasportava i terroristi di Monaco rilasciati di dirigersi verso l'aeroporto di Zagabria e di atterrarvi, agendo così contro gli ordini delle autorità superiori. Di conseguenza fu avviata un'indagine legale contro di lui, abbandonata poco dopo.
Venti minuti dopo che i tre membri di Settembre Nero erano arrivati all'aeroporto di Zagabria, anche il volo 615 dirottato atterrò sulla pista e qualche tempo dopo, alle 18:05, ebbe luogo lo scambio. Ciò è avvenuto senza misure reciproche: i 18 ostaggi non erano stati ancora liberati.
Si verificò un'altra situazione critica quando le autorità jugoslave responsabili dell'aeroporto diedero retta alle richieste dei loro omologhi a Bonn e impedirono al 727 di decollare di nuovo. Rendendosi conto che l'aereo non sarebbe stato rifornito di carburante, i dirottatori minacciarono di nuovo di uccidere tutti gli occupanti. La situazione di stallo venne interrotta da Kurt Laqueur, console della Germania Ovest a Zagabria, che firmò l'ordine di rifornimento senza essere stato autorizzato a farlo, consentendo così al volo 615 di partire alle 18:50, stavolta in direzione di Tripoli. Alle 21:03 arrivò all'aeroporto internazionale di Tripoli, dove gli ostaggi furono finalmente liberati.
In Libia e in altri paesi della regione scoppiarono celebrazioni di massa, con i dirottatori della Lufthansa e gli attentatori di Monaco liberati acclamati come eroi. Subito dopo il loro arrivo all'aeroporto si tenne una conferenza stampa, trasmessa in diretta in tutto il mondo. Il governo libico guidato da Muammar Gheddafi permise agli aggressori di Monaco di rifugiarsi e di nascondersi in Libia, ignorando le richieste del ministro degli esteri della Germania Ovest Scheel di processarli. Durante un'operazione segreta su larga scala chiamata Ira di Dio, Israele avrebbe successivamente mirato a farli rintracciare e uccidere tutti.

## Reazioni
I politici tedeschi degli allora partiti di governo (socialdemocratico e liberale), così come l'opposizione (i partiti conservatori dell'Unione) generalmente acclamarono l'esito non violento del dirottamento. Ciò rifletteva l'opinione pubblica che con gli attentatori di Monaco fuori dal Paese fosse diminuito il rischio di ulteriori atti terroristici contro obiettivi tedeschi. Le critiche si evolsero intorno alla mancanza di sicurezza aeroportuale sufficiente ad impedire il contrabbando di esplosivi negli aerei di linea passeggeri, e Lufthansa non impiegava i marescialli dell'aria, che a quel tempo erano già comuni su alcuni voli dell'El Al, della Pan Am, della Swissair e altre compagnie aeree.
Israele condannò aspramente il rilascio degli attentatori di Monaco e accusò la Germania Ovest di avere "ceduto al terrorismo". Il primo ministro Golda Meir il giorno seguente dichiarò: "Da ieri siamo depressi, addolorati e direi insultati, che lo spirito umano, così debole e indifeso, si sia arreso alla forza bruta". Il ministro degli Esteri Abba Eban presentò una nota di protesta ufficiale al governo della Germania Ovest, e l'ambasciatore israeliano a Bonn fu temporaneamente richiamato, ufficialmente per alcune consultazioni.

## Accuse di coinvolgimento del governo della Germania Ovest
All'indomani del dirottamento del volo 615, e in un certo numero di occasioni successive, furono espresse preoccupazioni sul fatto che l'evento potesse essere stato inscenato, o almeno tollerato, dal governo della Germania Ovest al fine di "sbarazzarsi di tre assassini, che erano diventati un peso per la sicurezza" (come scrisse Amnon Rubinstein sul quotidiano israeliano Haaretz sotto il titolo "La disgrazia di Bonn" poco dopo il rilascio dei prigioniero). Alcuni argomenti spesso portati alla luce per sostenere accuse del genere furono il numero "sospettosamente" basso di passeggeri (c'erano solo 13 passeggeri maschi a bordo del Boeing 727-100 dirottato, un tipo di aereo con una capacità di 130–150 posti a sedere), la decisione "sorprendente" di far rilasciare i prigionieri, così come i presunti contatti del Servizio di intelligence federale della Germania Ovest con l'FPLP.
Gli interessi commerciali della Germania Ovest nei paesi arabi, così come il desiderio di essere risparmiati da futuri atti di terrorismo, furono additati come motivi per un coinvolgimento del governo. Poco dopo gli eventi del volo 615, Haim Yosef Zadok accusò il governo tedesco in un discorso del Knesset di aver "sfruttato l'opportunità per migliorare le sue relazioni con il mondo arabo". Nella sua autobiografia del 1999, Abu Daoud (la mente dietro il massacro di Monaco) afferma che gli erano stati offerti 9 milioni di dollari dai "tedeschi" per aver simulato il rilascio dei prigionieri. Negli anni successivi, tuttavia, si rifiutò di ripetere o elaborare quest'accusa. In un'intervista del 2006 con il Frankfurter Allgemeine Zeitung Zvi Zamir, il capo del Mossad dal 1968 al 1974, afferma di essere certo che ci fosse stato un qualche tipo di accordo tra la Germania Ovest e Settembre Nero.
Il documentario vincitore dell'Oscar One Day in September (uscito nel 1999 e che tratta del massacro di Monaco) sostiene la tesi che il dirottamento del volo Lufthansa 615 fosse "una montatura, organizzata dal governo tedesco in collusione con i terroristi", che corrisponde alle osservazioni di Jamal Al-Gashey sulle conseguenze della sua liberazione. Il film presenta un'intervista con Ulrich Wegener, un esperto tedesco di antiterrorismo e comandante fondatore del GSG 9, che definisce tali accuse "probabilmente vere". Wegener viene citato con l'opinione che le considerazioni delle autorità della Germania Ovest su come affrontare la situazione degli ostaggi erano state probabilmente guidate principalmente dal desiderio di impedire che il paese diventasse il centro di ulteriori atti di terrorismo.
Nel 2013 i giornalisti investigativi del programma televisivo tedesco Report München citano una lettera del capo della polizia di Monaco, inviata al ministero degli interni bavarese undici giorni prima del dirottamento del volo 615. Descrive le misure che erano state prese per "accelerare la deportazione" degli aggressori di Monaco, piuttosto che prepararsi a processarli.
Come controargomentazione alle accuse di rilascio prestabilito dei prigionieri vennero citati i deficit nella pianificazione e nelle comunicazioni che i negoziatori tedeschi avevano riscontrato durante la crisi degli ostaggi. La situazione a volte era stata caotica e confusa, il che fa sembrare improbabile che fosse stata scritta. LH 615 - Operation München, un documentario del 1975 prodotto dall'emittente radiofonica/televisiva Bayerischer Rundfunk, attribuisce l'esito non violento del dirottamento al presidente della Lufthansa Herbert Culmann e al console Laqueur: avevano agito alle loro condizioni piuttosto che obbedire agli ordini dei funzionari governativi.